# Astrogorgia lafoa
Astrogorgia lafoa is een zachte koraalsoort uit de familie Plexauridae. De koraalsoort komt uit het geslacht Astrogorgia. Astrogorgia lafoa werd in 1999 voor het eerst wetenschappelijk beschreven door Grasshoff. 